# Paraconsors flavifrons
Paraconsors flavifrons är en tvåvingeart som först beskrevs av Axel Leonard Melander 1950.  Paraconsors flavifrons ingår i släktet Paraconsors och familjen svävflugor.
Artens utbredningsområde är Kalifornien. Inga underarter finns listade i Catalogue of Life.